# Yedoma
Yedoma ist ein organisch reichhaltiger (etwa 2 % gesamtorganischer Kohlenstoff) Permafrostboden aus dem Pleistozän mit einem Eisanteil von 50–90 % des Volumens. Yedoma kommt vor allem in den kalten Regionen Ostsibiriens vor, etwa im Norden Jakutiens, aber auch in Alaska und Yukon.

## Eigenschaften

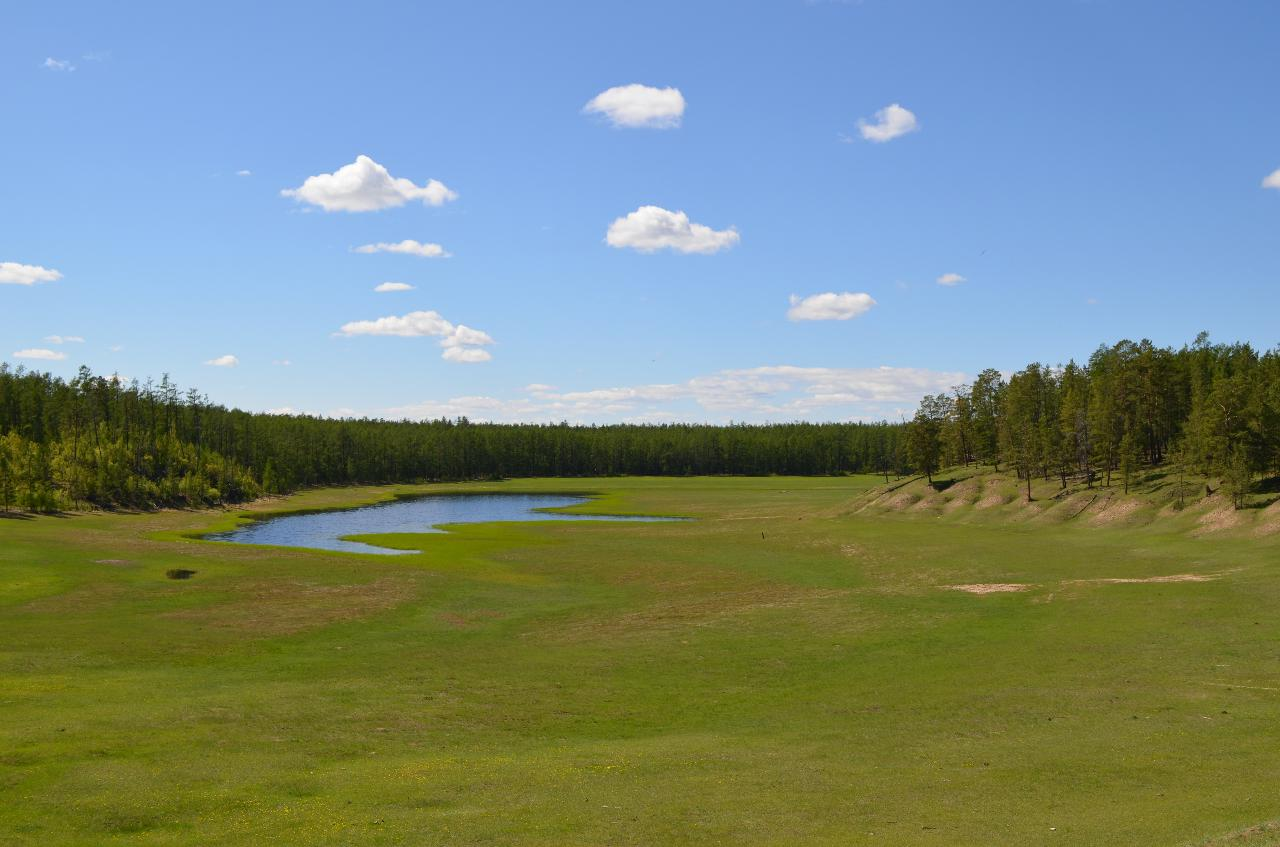
Alas-Landschaft im Megino-Kangalassky-Distrikt, Jakutien

Die typische Yedoma-Landschaft besteht aus Gletscherebenen mit flachen Senken, die Alas genannt werden. Yedoma bildet sich üblicherweise in flachen oder leicht hügeligen Gegenden mit Eiskeilen in polygonalen Mustern, Akkumulationszonen am Fuß von Erhebungen, bei trockenem und kaltem Kontinentalklima und spärlicher Vegetation.
Im Yedoma sind enorme Mengen von Kohlenstoff gespeichert, die durch das Tauen des Permafrosts freigesetzt werden. Der Treibhauseffekt kann sich auf diese Weise selbst verstärken.
Der Aufbau und das Abschmelzen des Yedoma-Permafrosts werden zum Beispiel an der zurückweichenden Kliffküste der Sobo-Sise-Insel im östlichen Lenadelta wissenschaftlich untersucht.